# Anna Ehn
Die Wienerin Anna Ehn (* 1931) ist eine österreichische Gerechte unter den Völkern.
Sie wurde eines Tages auf dem Weg in die Kirche von einem 13-jährigen jüdischen Mädchen, Ilona Friedman, angesprochen. Anna Ehn erbarmte sich des hungrigen Kindes und bot sofort Semmeln an. Sie versprach Ilona, jeden Tag etwas zum Essen zu geben.
Ilona Friedman wurde 1944 mit ihrer Familie mit einem Judentransport aus Ungarn in ein Lager nach Wien überführt. 
Als die Bombenangriffe der Alliierten auf Wien immer häufiger wurden, setzte man nach solchen Angriffen Kinder aus dem Lager zu Aufräumungsarbeiten in den Straßen und auf Friedhöfen ein. Ilona und die Kinder des Lagers litten unter Hunger. Sie gingen auf der Straße Passanten an und bettelten um Geld und Essen.
Als die ältere Schwester Ilonas bei einem Luftangriff schwer verwundet wurde und in ein SS-Spital kam, bat sie Anna Ehn, ihre Schwester vor der Verschickung in ein Todeslager zu retten. Anna Ehn begab sich ins Spital und ersuchte die Ärzte, ihr das Mädchen zur Pflege zu übergeben. Als ihr dies bewilligt wurde, überführte sie das kranke Mädchen in ihre Wohnung und pflegte sie drei Monate lang, bis sie wieder gesund wurde. Damit rettete sie ihr Leben.
Sie wurde vom Institut Yad Vashem als „Gerechte unter den Völkern“ ausgezeichnet.